# Тюково (Орловская область)
Тю́ково — деревня в составе Зареченского сельского поселения Новосильского района Орловской области России.

## География
Расположена деревня у места впадения реки Пшевки в Зушу в 3 км от районного центра Новосиля. Ближайшие населённые пункты: посёлок Пенькозавод в 1 км на юго-запад, деревня Сорочий Мост в 1 км на запад и Петушки в 1,5 км на юг. Высота над уровнем моря 174 м.

## История
Год основания точно неизвестен, но имеются сведения в метрических книгах первой половины XIX века. Деревня раньше называлась Тюковка и имела второе название Петровка. Относилась к Новосильскому приходу Никольской церкви и входила в состав Прудовской волости. В 1894 году в деревне была открыта школа грамоты. Во время Великой Отечественной войны город Новосиль и район подверглись сильным разрушениям. Особенно ожесточённые бои шли летом 1943 года в районе села Вяжи. С 27 декабря 1941 по 12 июля 1943 года там проходила линия фронта. Деревня Тюково была оккупирована в ноябре 1941 года и освобождена Красной Армией, как и Новосиль, в конце декабря 1941 года.

## Население
| 1857 | 1859 | 1915 | 2010 |
| ---- | ---- | ---- | ---- |
| 238  | ↘226 | ↗474 | ↘22  |

По приходским спискам Тульской епархии за 1857 год в сельце Тюково (Петровка тожъ) было 238 прихожан. Из них 12 человек военного ведомства, 226 помещичьих крестьян. Сельцо означало наличие господского дома.

## Инфраструктура
В деревне насчитывается 56 домов, большинство из них сейчас уже разрушено. Жилых осталось 17 (2014 г.). В километре расположена деревня Моховка, которая также входит в Тюково, как и небольшой посёлок на другом берегу реки Пшевки. В деревне 3 улицы.

## Люди, связанные с деревней
В Тюково родился полковник Михаил Иванович Якушев, прославившийся тем, что взял в плен генерала Власова.

## Фотогалерея

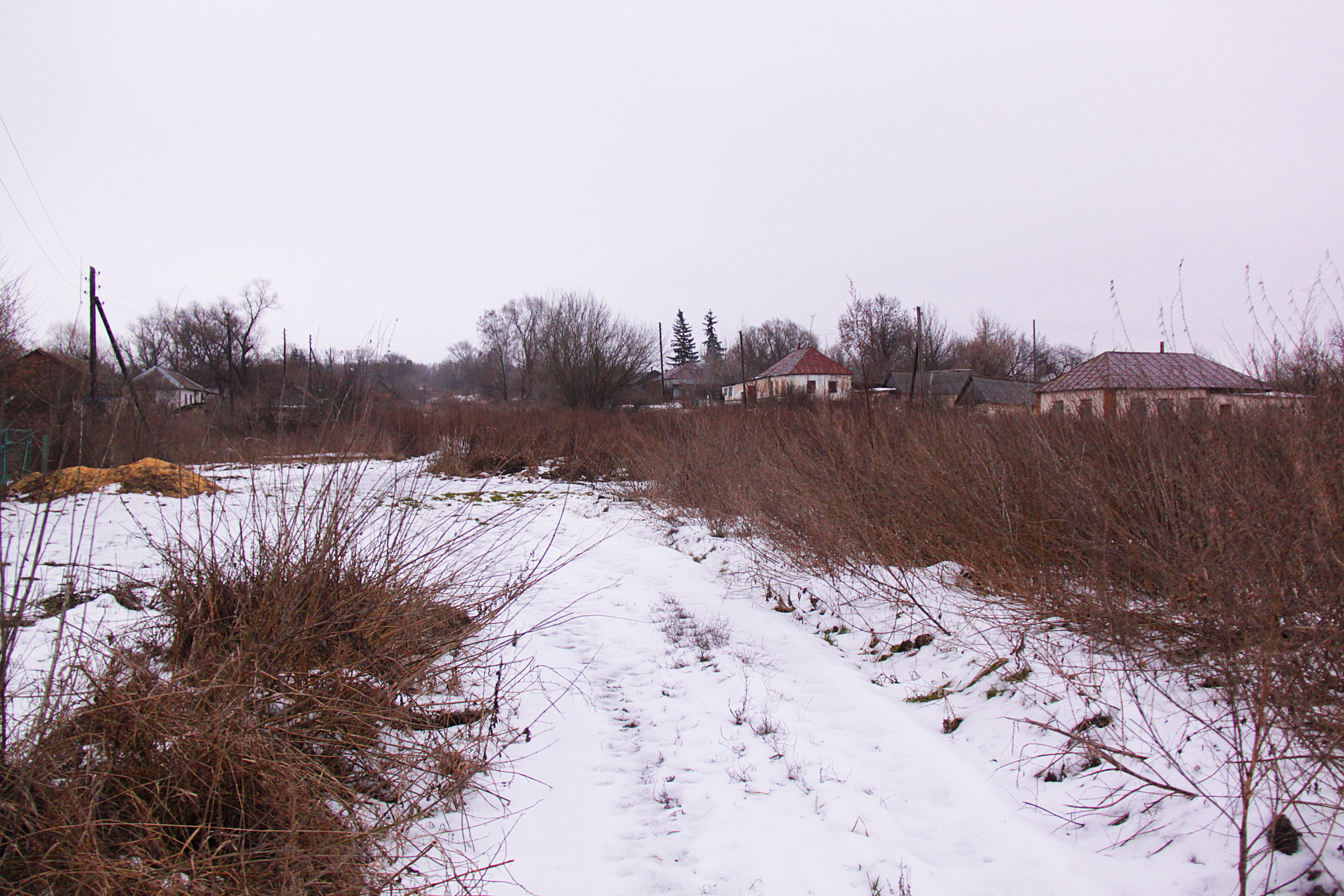
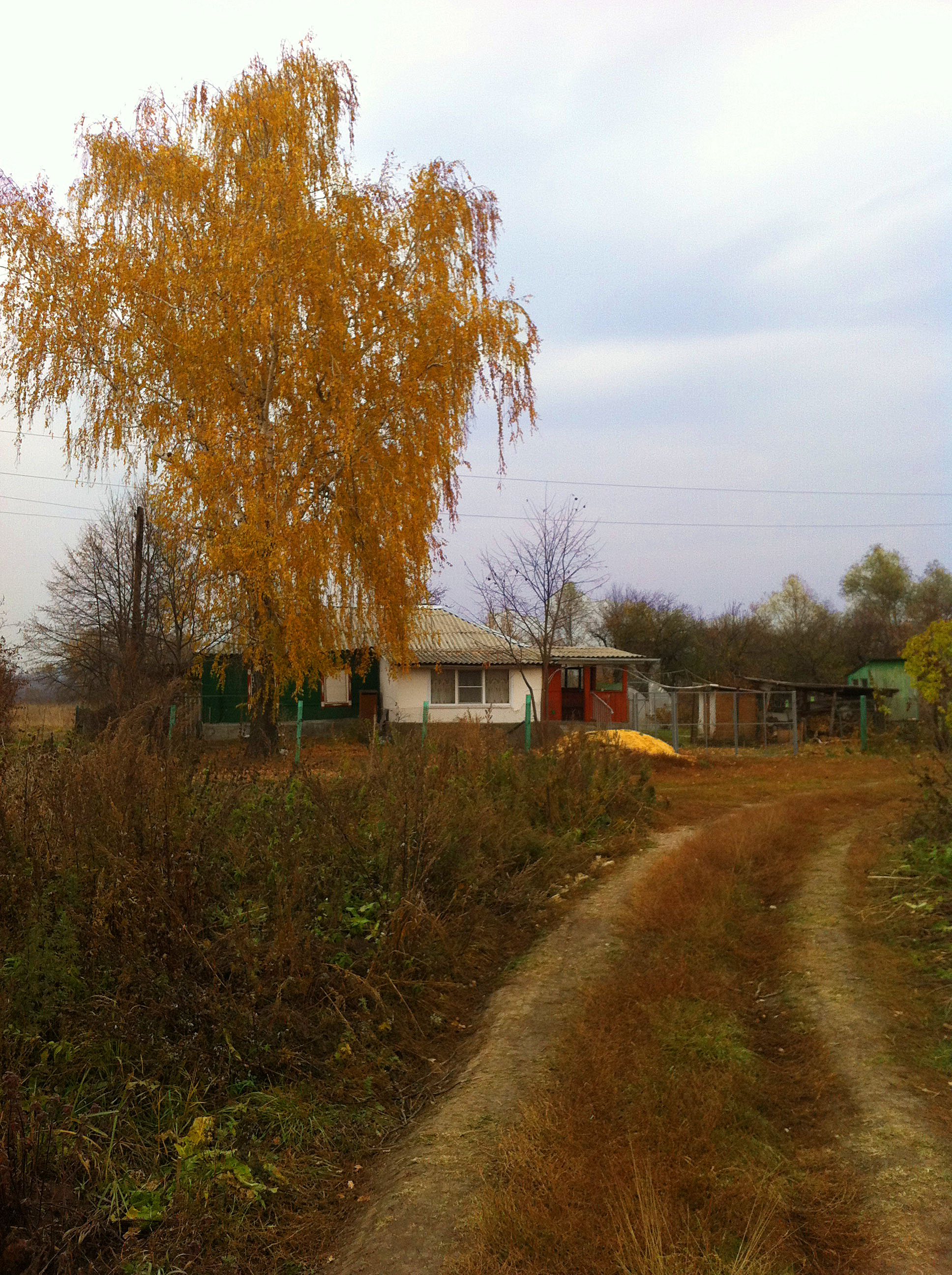
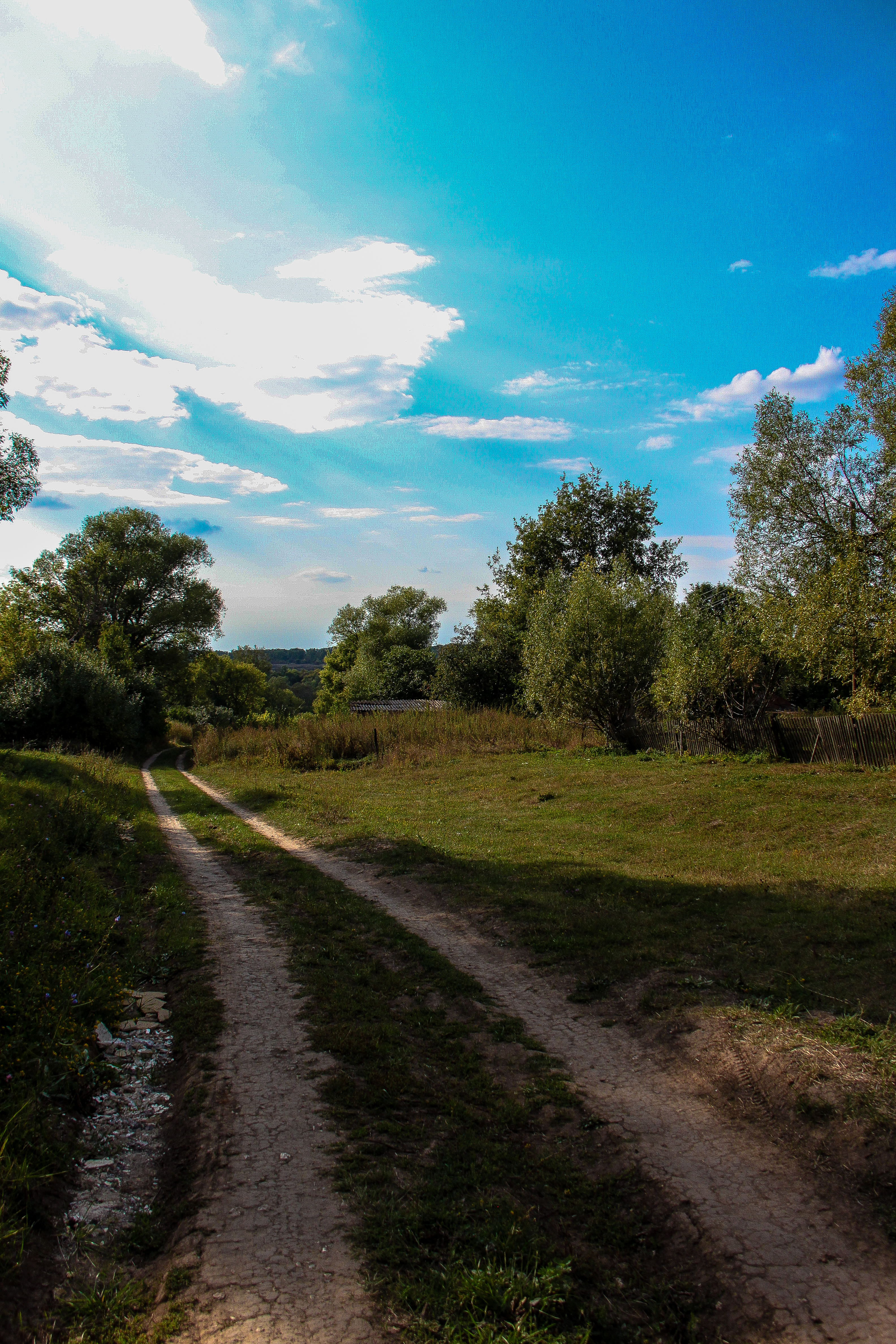
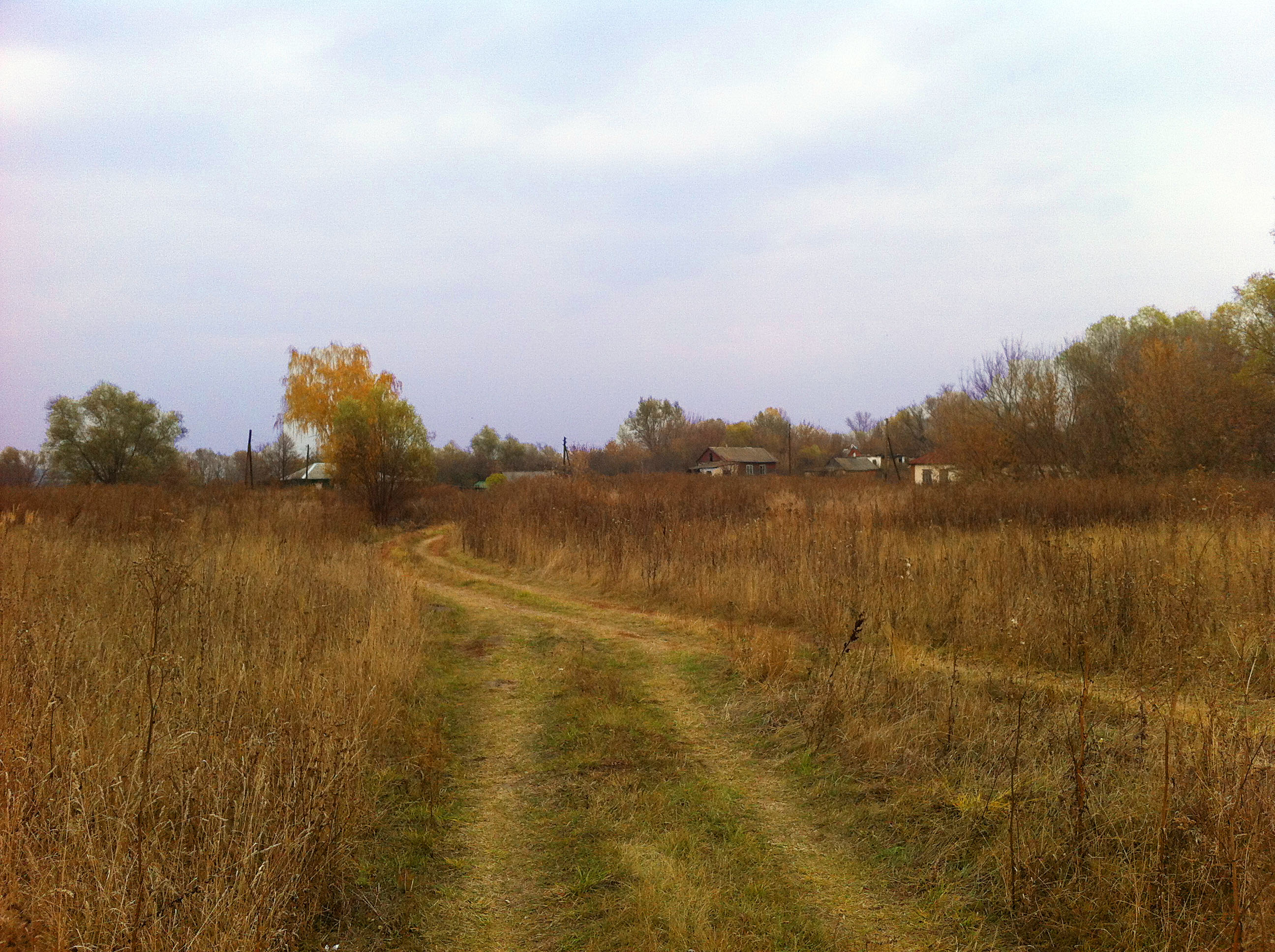